# Etheostoma planasaxatile
Etheostoma planasaxatile är en fiskart som beskrevs av Powers och Richard L. Mayden 2007. Etheostoma planasaxatile ingår i släktet Etheostoma och familjen abborrfiskar. Inga underarter finns listade i Catalogue of Life.